# Cala
Cala er en by og kommune i det sydvestlige Spanien i provinsen Huelva. Den har et indbyggertal på 1.117 (2024) indbyggere.